# Климент (Родайкин)
Епископ Климент (в миру Виктор Тимофеевич Родайкин; 9 февраля 1971, село Старое Шайгово, Мордовская АССР) — епископ Русской православной церкви, с 30 мая 2011 года — епископ Краснослободский и Темниковский.

## Биография
Родился 9 февраля 1971 года в селе Старое Шайгово Мордовской АССР в крестьянской семье.
С 1978 по 1986 год обучался в Старошайговской средней школе. С 1986 по 1990 год обучался в Саранском музыкальном училище имени Л. П. Кирюкова по классу скрипка-альт.
С 1990 по 1992 год был иподиаконом у архиепископа Пензенского и Саранского Серафима (Тихонова).
С 1992 по 1995 год обучался в Московской духовной семинарии.
С 1995 по 1999 год обучался в Санкт-Петербургской духовной академии, где защитил кандидатскую диссертацию на тему: «Символика знамений в Евангелии от Иоанна».
11 сентября 1999 года архиепископом Пензенским и Кузнецким Серафимом был рукоположён в сан диакона, а 12 сентября — в сан пресвитера.
24 августа 2003 года принял монашество с именем Климент, в честь священномученика Климента Анкирского.
В Пензенской епархии нёс послушания: настоятеля храма Александра Невского при Артиллерийском институте города Пензы, настоятеля Вознесенского кафедрального собора города Кузнецк, исполняющего обязанности ректора Пензенского православного духовного училища, помощника управляющего Пензенского епархиального управления Русской православной церкви.
В 2006 году возведён в сан игумена.
12 февраля 2007 года постановлением губернатора Пензенской области утверждён членом Общественной палаты Пензенской области (Постановление утратило силу с 29.05.2011). Состоял членом комиссии Общественной палаты по межнациональному и межконфессиональному согласию, свободе совести и сохранению духовного наследия.
В июне 2009 года перешёл в клир Саранской епархии. 27 июля постановлением Священного Синода назначен наместником Иоанно-Богословского мужского монастыря города Саранска.
9 августа 2009 года архиепископом Саранским и Мордовским Варсонофием (Судаковым) возведён в сан архимандрита.

### Архиерейство
10 октября 2009 года решением Священного Синода избран епископом Рузаевским, викарием Саранской епархии.
27 ноября того же года в Троицком соборе Данилова монастыря наречён во епископа Рузаевского, викария Саранской епархии. Чин наречения совершили: Патриарх Московский и всея Руси Кирилл, митрополит Крутицкий и Коломенский Ювеналий (Поярков), архиепископ Саранский и Мордовский Варсонофий (Судаков), архиепископ Волоколамского Иларион (Алфеев), архиепископ Истринский Арсений (Епифанов), архиепископ Орехово-Зуевского Алексий (Фролов), архиепископ Нижегородский и Арзамасский Георгий (Данилов), епископ Дмитровский Александр (Агриков), епископ Егорьевский Марк (Головков), епископ Солнечногорский Сергий (Чашин).
2 декабря 2009 года в кафедральном соборном Храме Христа Спасителя хиротонисан во епископа Рузаевского, викария Саранской епархии. Хиротонию совершили: патриарх Московский и всея Руси Кирилл, архиепископ Саранский и Мордовский Варсонофий (Судаков), архиепископ Волоколамский Иларион (Алфеев), архиепископ Симбирский и Мелекесский Прокл (Хазов), архиепископ Истринский Арсений (Епифанов), архиепископ Орехово-Зуевский Алексий (Фролов), епископ Красногорский Савва (Волков), епископ Дмитровский Александр (Агриков), епископ Люберецкий Вениамин (Зарицкий), епископ Саратовский и Вольский Лонгин (Корчагин), епископ Солнечногорский Сергий (Чашин), епископ Нарвский Лазарь (Гуркин) и епископ Павлово-Посадский Кирилл (Покровский).
30 мая 2011 года решением Священного Синода назначен правящим архиереем новообразованной Краснослободской епархии с титулом «Краснослободский и Темниковский».
Определеним Священного Синода Русской Православной Церкви от 27 июля 2011 года освобождён от обязанностей наместника Иоанно-Богословского мужского монастыря города Саранска.
С 12 по 23 декабря 2011 года слушал двухнедельные курсы повышения квалификации для новоизбранных архиереев Русской Православной Церкви в Общецерковной аспирантуре и докторантуре имени святых равноапостольных Кирилла и Мефодия.
23 октября 2014 года Священным Синодом Русской Православной Церкви утверждён в должности священноархимандрита Санаксарского монастыря.